# Carpococcyx
Carpococcyx – rodzaj ptaków z podrodziny kukali (Centropodinae) w rodzinie kukułkowatych (Cuculidae).

## Zasięg występowania
Rodzaj obejmuje gatunki występujące w Azji Południowo-Wschodniej (Tajlandia, Laos, Kambodża, Wietnam, Malezja i Indonezja).

## Morfologia
Długość ciała 55–65 cm; masa ciała 400 g (w niewoli).

## Systematyka

### Etymologia
- Calobates: gr. καλος kalos „piękny”; βατης batēs „piechur”, od βατεω bateō „stąpać”, od βαινω bainō „iść”[6].
- Carpococcyx: gr. καρπος karpos „owoc”; κοκκυξ kokkux, κοκκυγος kokkugos „kukułka”. Ptaki z tego rodzaju znane dawniej były jako „owocowe kukułki”, lecz podstawą ich diety są głównie chrząszcze i inne owady[7].

### Podział systematyczny
Do rodzaju należą następujące gatunki:
- Carpococcyx radiceus (Temminck, 1832) – kukielnik jarzębaty
- Carpococcyx viridis Salvadori, 1879 – kukielnik zielony
- Carpococcyx renauldi Oustalet, 1896 – kukielnik wielki